# Football Club Esperia Viareggio 2008-2009
Questa voce raccoglie le informazioni riguardanti il Football Club Esperia Viareggio nelle competizioni ufficiali della stagione 2008-2009.

## Stagione
Aglietti chiede forze fresche in attacco: quello che è accaduto l'anno scorso non deve ripetersi. Arrivano De Angelis, Franchini e Leonardo Pavoletti. A novembre Vitaliano Bonucelli, dopo 95 reti con la maglia bianconera, l'ultimo goal con il play-out con la Viterbese, lascia la squadra. 
Il Viareggio parte bene e alla fine del girone d'andata è primo in classifica. Alla ripresa del campionato, dopo le vacanze natalizie, i bianconeri non riescono più a vincere e fanno un filotto di risultati negativi. Le avversarie sono molto agguerrite: Figline, come al tempo della serie D, Bassano, Prato e Giulianova.
Proprio lo scontro diretto perso con il Figline Valdarno cambierà le sorti del campionato. La squadra aretina volerà verso la vittoria finale e la promozione diretta.
Al termine della stagione, Le zebre si classifica al secondo posto e dovranno accedere ai play-off.
L'approccio della partita a Prato è sbagliato: i lanieri vincono con un bel 2-0. Al ritorno serve un miracolo: De Angelis illude la tifoseria zebrata con un goal dopo pochi minuti. Ma proprio sul più bello arriva il goal del pareggio del Prato. Una doccia gelata. Inutile sarà la vittoria per 2-1. 
La serie C1 (o meglio Lega Pro Prima Divisione), sul campo è sfuggita, come nel 1991. Rimane l'amaro in bocca dell'inizio della seconda parte del campionato dove sono arrivati pochi punti e i 4 punti di differenza tra Viareggio e Figline sono tutti lì. Comunque è sempre un secondo posto, che non era mai arrivato.
Di lì a poco la città e l'Italia intera sarà svonvolta dalla strage ferroviaria: 32 morti innocenti.

## Rosa
| N. |                   | Ruolo | Calciatore           |
| -- | ----------------- | ----- | -------------------- |
|    | Italia (bandiera) | C     | Fabio Andreulli      |
|    | Italia (bandiera) | P     | Alessio Arfè         |
|    | Italia (bandiera) | P     | Luca Babbini         |
|    | Italia (bandiera) | D     | Samuele Barsotti     |
|    | Italia (bandiera) | D     | Maikol Benassi       |
|    | Italia (bandiera) | A     | Vitaliano Bonuccelli |
|    | Italia (bandiera) | D     | Sergio Carnesalini   |
|    | Italia (bandiera) | C     | Giuseppe Costantino  |
|    | Italia (bandiera) | C     | Alessio Cristiani    |
|    | Italia (bandiera) | A     | Marco De Angelis     |
|    | Italia (bandiera) | D     | Federico Ferrando    |
|    | Italia (bandiera) | D     | Lorenzo Fiale        |
|    | Italia (bandiera) | C     | Valerio Fommei       |

| N. |                   | Ruolo | Calciatore         |
| -- | ----------------- | ----- | ------------------ |
|    | Italia (bandiera) | A     | Raffaele Franchini |
|    | Italia (bandiera) | C     | Michele Fusi       |
|    | Italia (bandiera) | C     | Alberto Genova     |
|    | Italia (bandiera) | A     | Marco Giovannetti  |
|    | Italia (bandiera) | D     | Marco Mallus       |
|    | Italia (bandiera) | D     | Leonardo Massoni   |
|    | Italia (bandiera) | A     | Leonardo Pavoletti |
|    | Italia (bandiera) | C     | Davide Raffaello   |
|    | Italia (bandiera) | C     | Alberto Reccolani  |
|    | Italia (bandiera) | C     | Simone Semboloni   |

## Risultati

### Campionato

#### Girone di andata
| 31 agosto 2008 1ª giornata | Esperia Viareggio | 2 – 1 | Rovigo |  |

| 7 settembre 2008 2ª giornata | Celano | 3 – 0 | Esperia Viareggio |  |

| 14 settembre 2008 3ª giornata | Esperia Viareggio | 1 – 0 | Giacomense |  |

| 21 settembre 2008 4ª giornata | Sangiovannese | 1 – 1 | Esperia Viareggio |  |

| 28 settembre 2008 5ª giornata | Esperia Viareggio | 4 – 1 | Poggibonsi |  |

| 5 ottobre 2008 6ª giornata | San Marino | 2 – 2 | Esperia Viareggio |  |

| 12 ottobre 2008 7ª giornata | Figline | 0 – 1 | Esperia Viareggio |  |

| 19 ottobre 2008 8ª giornata | Esperia Viareggio | 2 – 0 | Bassano Virtus |  |

| 26 ottobre 2008 9ª giornata | Gubbio | 2 – 1 | Esperia Viareggio |  |

| 2 novembre 2008 10ª giornata | Esperia Viareggio | 1 – 1 | Colligiana |  |

| 9 novembre 2008 11ª giornata | CuoioCappiano | 1 – 1 | Esperia Viareggio |  |

| 16 novembre 2008 12ª giornata | Esperia Viareggio | 3 – 2 | Prato |  |

| 23 novembre 2008 13ª giornata | Esperia Viareggio | 1 – 1 | Cisco Roma |  |

| 30 novembre 2008 14ª giornata | Carrarese | 0 – 1 | Esperia Viareggio |  |

| 7 dicembre 2008 15ª giornata | Esperia Viareggio | 2 – 0 | Sangiustese |  |

| 14 dicembre 2008 16ª giornata | Giulianova | 0 – 0 | Esperia Viareggio |  |

| 21 dicembre 2008 17ª giornata | Esperia Viareggio | 1 – 0 | Bellaria Igea Marina |  |

#### Girone di ritorno
| 11 gennaio 2009 18ª giornata | Rovigo | 1 – 0 | Esperia Viareggio |  |

| 18 gennaio 2009 19ª giornata | Esperia Viareggio | 1 – 1 | Celano |  |

| 25 gennaio 2009 20ª giornata | Giacomense | 0 – 0 | Esperia Viareggio |  |

| 1º febbraio 2009 21ª giornata | Esperia Viareggio | 3 – 1 | Sangiovannese |  |

| 15 febbraio 2009 22ª giornata | Poggibonsi | 0 – 1 | Esperia Viareggio |  |

| 22 febbraio 2009 23ª giornata | Esperia Viareggio | 1 – 1 | San Marino |  |

| 1º marzo 2009 24ª giornata | Esperia Viareggio | 0 – 1 | Figline |  |

| 8 marzo 2009 25ª giornata | Bassano Virtus | 2 – 0 | Esperia Viareggio |  |

| 15 marzo 2009 26ª giornata | Esperia Viareggio | 1 – 1 | Gubbio |  |

| 29 marzo 2009 27ª giornata | Colligiana | 1 – 2 | Esperia Viareggio |  |

| 5 aprile 2009 28ª giornata | Esperia Viareggio | 1 – 0 | CuoioCappiano |  |

| 11 aprile 2009 29ª giornata | Prato | 2 – 0 | Esperia Viareggio |  |

| 19 aprile 2009 30ª giornata | Cisco Roma | 0 – 0 | Esperia Viareggio |  |

| 26 aprile 2009 31ª giornata | Esperia Viareggio | 3 – 1 | Carrarese |  |

| 3 maggio 2009 32ª giornata | Sangiustese | 1 – 1 | Esperia Viareggio |  |

| 10 maggio 2009 33ª giornata | Esperia Viareggio | 3 – 0 | Giulianova |  |

| 17 maggio 2009 34ª giornata | Bellaria Igea Marina | 1 – 1 | Esperia Viareggio |  |

### Play-off
| Prato 31 maggio 2009, ore 16:00 CEST semifinale play-off andata                          | Prato      | 2 – 0    | Viareggio | Stadio Lungobisenzio |
| \| \| \| \| \| Ouchene Ouchene \| Marcatori \| \| \| Orrico \| Allenatori \| Aglietti \| |            |          |           |                      |
|                                                                                          |            |          |           |                      |
| Ouchene Ouchene                                                                          | Marcatori  |          |           |                      |
| Orrico                                                                                   | Allenatori | Aglietti |           |                      |

| Viareggio 7 giugno 2009, ore 16:00 CEST semifinale play-off ritorno                                 | Viareggio  | 2 – 1    | Prato | Stadio Torquato Bresciani |
| \| \| \| \| \| De Angelis Mallus \| Marcatori \| Basilico \| \| Aglietti \| Allenatori \| Orrico \| |            |          |       |                           |
| |            |          |       |                           |
| De Angelis Mallus                                                                                   | Marcatori  | Basilico |       |                           |
| Aglietti                                                                                            | Allenatori | Orrico   |       |                           |